# Jan Troell
Jan Troell (Malmö, 23 luglio 1931) è un regista svedese.

## Biografia
Candidato al premio Oscar al miglior regista nel 1973 per Karl e Kristina, ha diretto anche La nuova terra e As White as in Snow.

## Filmografia parziale

### Regista
- 4x4 (1965)
- Ecco la tua vita (Här har du ditt liv) (1966)
- Anghingò (Ole Dole Doff) (1968)
- Questa è la tua vita (Här har du ditt liv ) (1968)
- Karl e Kristina (Utvandrarna) (1971)
- La nuova terra (Nybyggarna) (1972)
- Una donna chiamata moglie (Zandy's Bride) (1974)
- Bang! (1977)
- Uragano (Hurricane) (1979)
- Il volo dell'aquila (Ingenjör Andrées luftfärd) (1982)
- Land of Dreams (Sagolandet) - documentario (1988)
- Il capitano (1991)
- Hamsun (1996)
- A Frozen Dream (En frusen dröm) - documentario (1997)
- As White as in Snow (Så vit som en snö) (2001)
- Presence (Närvarande) - documentario (2003)
- Visions of Europe episodio The Yellow Tag (2004)
- Tune (Färgklang) - documentario (2007)
- Maria Larssons eviga ögonblick (2008)
- Kalla ingenting för sent - documentario (2011)
- Dom över död man (2012)

## Premi e riconoscimenti
Guldbagge
1967: - Miglior regista per Questa è la tua vita
1989: - Premio per il contributo creativo
1996: - Candidatura miglior cortometraggio per Dansen
2002:
Miglior regista per As White as in Snow
Migliore fotografia per As White as in Snow
Candidatura a migliore sceneggiatura per As White as in Snow
2009:
Candidatura a miglior regista per Maria Larssons eviga ögonblick
Candidatura a miglior sceneggiatura per Maria Larssons eviga ögonblick
Candidatura a miglior fotografia per Maria Larssons eviga ögonblick